# Christian Ulrich I. (Württemberg-Oels)
Christian Ulrich I. von Württemberg-Oels (* 9. April 1652 auf Schloss Oels, Herzogtum Oels; † 5. April 1704 ebenda) war Herzog von Württemberg-Oels.

## Familie
Christian Ulrich I. war der dritte Sohn des Herzogs Silvius Nimrod von Württemberg-Oels aus dessen Ehe mit der Erbherzogin Elisabeth Marie von Oels, Tochter des Herzogs Karl Friedrich I. Podiebrad von Oels und der Anne Sophie von Sachsen-Weimar.

## Regentschaft
Christian Ulrich I. erhielt nach dem Tode seines Bruders Karl Ferdinand 1669 das Teilherzogtum Württemberg-Bernstadt. Er übergab dieses jedoch nach dem Tode seines anderen Bruders Silvius Friedrich 1697 an seinen Neffen Karl und übernahm selbst dafür die Herzogtümer Oels und Juliusburg mit Medzibor und Teilen von Trebnitz.
Herzog Christian Ulrich I. ließ 1698 als Anbau der Schlosskirche St. Johannes eine Fürstengruftkapelle errichten. Auch legte er auf Schloss Oels eine bedeutende Kunst- und Büchersammlung. 1685 kaufte er den Ortsteil Neudorf von Balthasar Wilhelm von Prittwitz, Herr auf Rastelwitz, und ließ hier zwischen 1685 und 1692 ein Barockschloss erbauen, das nach seiner zweiten Gemahlin Sibylle Marie von Sachsen-Merseburg benannte Schloss Sibyllenort.
Er starb am 5. April 1704 51-jährig auf Schloss Oels und wurde in der von ihm angelegten Familiengruft beigesetzt.

## Ehe und Nachkommen
Seine erste Ehe schloss er am 13. März 1672 in Bernburg mit Anna Elisabeth von Anhalt-Bernburg (* 19. März 1647; † 3. September 1680), Tochter des Fürsten Christian II. von Anhalt-Bernburg und der Eleonora Sophia von Schleswig-Holstein-Sonderburg. Mit ihr hatte er sieben Kinder:
- Luise Elisabeth (* 4. März 1673 in Bernstadt; † 28. April 1736 in Forst), Prinzessin von Württemberg-Oels ⚭ Philipp, Herzog von Sachsen-Merseburg-Lauchstädt
- Christian Ulrich (* 21. Februar 1674 in Bernstadt; † 2. Juli 1674 ebenda), Erbprinz von Württemberg-Oels
- Leopold Viktor (* 22. Mai 1675 in Bernstadt; † 30. April 1676 ebenda), Erbprinz von Württemberg-Oels
- Friederike Christine (* 13. Mai 1676 in Bernstadt; † 3. Juni 1676 ebenda), Prinzessin von Württemberg-Oels
- Sophie Angelika (* 30. Mai 1677 in Bernstadt; † 11. November 1700 in Pegau), Prinzessin von Württemberg-Oels ⚭ Friedrich Heinrich, Herzog von Sachsen-Zeitz-Pegau-Neustadt
- Eleonore Amone (* 21. Oktober 1678 in Breslau; † 2. April 1679 in Bernstadt), Prinzessin von Württemberg-Oels
- Theodosia (* 20. Juli 1680 in Bernstadt; † 21. September 1680 ebenda), Prinzessin von Württemberg-Oels

Seine zweite Ehe schloss er am 27. Oktober 1683 in Doberlug mit Sibylle Marie von Sachsen-Merseburg (* 28. Oktober 1667; † 9. Oktober 1693), Tochter des Herzogs Christian I. von Sachsen-Merseburg und der Christiana von Schleswig-Holstein-Sonderburg-Glücksburg. Mit ihr hatte er weitere sieben Kinder:
- Christine Marie (* 17. August 1685 in Bernstadt; † 24. März 1696 ebenda), Prinzessin von Württemberg-Oels
- Christian Erdmann (* 24. Juli 1686 in Merseburg; † 8. Juli 1689 ebenda), Erbprinz von Württemberg-Oels
- Eleonore Hedwig (* 11. Juli 1687 in Bernstadt; † 25. Oktober 1688 ebenda), Prinzessin von Württemberg-Oels
- Ulrike Erdmute (* 5. Februar 1689 in Breslau; † 5. September 1690 in Bernstadt), Prinzessin von Württemberg-Oels
- Karl Friedrich II. (* 7. Februar 1690 in Merseburg; † 14. Dezember 1761 in Oels), Herzog von Württemberg-Oels-Juliusburg ⚭ Sibylle Charlotte Juliane von Württemberg-Weiltingen
- Christian Ulrich II. (* 27. Januar 1691 auf Schloss Vielguth bei Oels; † 11. Februar 1734 in Stuttgart), Herzog von Württemberg-Wilhelminenort ⚭ Philippine Charlotte von Redern zu Krappitz
- Elisabeth Sibylle (* 19. März 1693 in Delitzsch; † 21. Februar 1694 ebenda), Prinzessin von Württemberg-Oels

Seine dritte Ehe schloss er am 4. Februar 1695 in Hamburg mit Sophie Wilhelmine von Ostfriesland (* 17. Oktober 1659; † 4. Februar 1698), Tochter des Fürsten Enno Ludwig Cirksena von Ostfriesland und der Sophie von Barby. Mit ihr hatte er noch eine Tochter:
- Auguste Luise (* 21. Januar 1698 in Bernstadt; † 4. Januar 1739 auf Schloss Skarsine bei Trebnitz), Prinzessin von Württemberg-Oels ⚭ Georg Albrecht, Herzog von Sachsen-Weißenfels-Barby

Seine vierte Ehe schloss er am 6. Dezember 1700 in Güstrow mit Sophie von Mecklenburg-Güstrow, Tochter des Herzogs Gustav Adolf von Mecklenburg-Güstrow und der Magdalena Sibylla von Schleswig-Holstein-Gottorf. Diese Ehe blieb kinderlos.